# Futur proche
« Futur immédiat » redirige ici.  Pour le film de Graham Baker, voir Futur immédiat, Los Angeles 1991.
Le futur proche, également dénommé futur immédiat, futur périphrastique, futur 2 ou futur composé, est un temps périphrastique du français faisant appel à un semi-auxiliaire. Il permet d'exprimer un événement dont on perçoit les signes avant-coureurs au moment présent (ex : Il va pleuvoir.), et qui va donc souvent se réaliser dans un court délai (d'où l'adjectif proche), mais pas toujours cependant (ex : Pour l'instant les cours sont faciles, mais tu vas en baver dans deux ans, quand tu seras en licence.) ; il peut aussi être utilisé en avertissement et non en prédiction, pour signaler l'existence des signes avant-coureurs et éviter ainsi que l'événement ne se produise (ex : Tu vas tomber !). Il a l'aspect inchoatif. On forme un futur proche à partir du semi-auxiliaire aller et de l'infinitif du verbe :
- « Je mangerai » (futur simple)
- « Je vais manger » (futur proche)

## Formation du futur périphrastique en français
Le futur simple français est issu du futur périphrastique latin (habeo cantare, inversé en cantare habeo, a donné cantare ai, puis par fusion chanterai), ceci pour toutes les personnes sauf les première et deuxième personnes du pluriel (voir futur simple), qui ont reçu un traitement différent.

## Tendance constante à la périphrase pour le futur

### En latin
Le futur latin des verbes des première et deuxième conjugaisons est lui-même issu d'une périphrase qui a cessé d'être sentie avant le latin archaïque : par exemple, dā (thème imperfectif de dō, dās, dăre, « donner ») associé à bō (subjonctif d'un verbe, peut-être *bʰuH-, signifiant « être ») donne par univerbation dabo qui signifie à peu près, étymologiquement, « j'ai l'intention d'être faisant l'action de donner », puis donc « je donnerai »,. Cette périphrase correspond à peu près à celles que l'on trouve en français avec l'auxiliaire être, tels « je serai mort, je serai pourvu », etc.
C'est une autre tournure périphrastique qui fut léguée aux langues latines modernes, à partir de l'infinitif associé dans les Balkans à l'auxiliaire vŏlō, vīs, vult, vŏlŭī, velle, « vouloir, désirer, souhaiter » et en Italie et en Gaule à l'auxiliaire hăbĕō, ŭī, ĭtum, ēre, « avoir » : Dare habes ! qui signifie littéralement « tu as à donner ! » et donc « tu donneras ! » devient en latin vulgaire Daras !, univerbation qu'atteste la Chronique de Frédégaire. Cette tournure périphrastique, qui n'est plus sentie comme telle, est toujours employée en français : tu as à donner = tu donneras.

### Dans d'autres langues
En anglais, au lieu de dire
- « I will eat »,

on peut dire
- « I am going to eat »,

l'équivalent de « je vais manger »